# Liefdeslied
Een liefdeslied is een lied dat verwijst naar verliefdheid - meestal tussen personen - , het geluk dat liefde met zich meebrengt of het verdriet dat erdoor wordt veroorzaakt. Met name in de popmuziek is ook het Engelse 'song' en 'love song' ingeburgerd. Voor liefde bestaat geen allesomvattende definitie: zij bestaat alleen in context. Liefdesliedjes gaan echter voornamelijk over het verliefd worden, of afgewezen worden.
Het oudst bekende liefdeslied is het liefdeslied van Shu-Sin, dat ontdekt werd in de bibliotheek van Ashurbanipal in Mesopotamië. Het gaat over zowel romantische als erotische liefde. Voorafgaand aan de ontdekking van het liefdeslied van Shu-Sin, werd het Hooglied van Salomo uit de Bijbel beschouwd als het oudste liefdeslied.

## Oudheid
Over het ontstaan van muziek in algemene zin bestaan meerdere theorieën. Volgens Charles Darwin heeft het te maken met de partnerkeuze tussen vrouw en man (vrouwen kiezen mannelijke partners op basis van muzikale vertoningen), en zou dus de eerste muziek liefdesmuziek zijn. Herbert Spencer zag muziek zich ontwikkelen vanuit een gepassioneerde welsprekendheid, en muziek ontstaan als uiting van emoties.
In de Griekse beschaving werd er zeker muziek gemaakt bij huwelijken, en er zijn zeker liefdesliederen geweest, aangezien Erato als muze de beschermster was van het minnelied, maar onze kennis is op mythes en op afbeeldingen (zoals op vazen) en niet op bewaard gebleven beschreven muziek gebaseerd.
Pas in de 9e eeuw werd in het Oost-Romeins Rijk een notenschrift ontwikkeld, het neumenschrift, en na toevoeging van lijnen ontstond rond de 11e eeuw de notenbalk, waarmee pas vanaf deze periode muziek meer eenduidig gedocumenteerd is.  

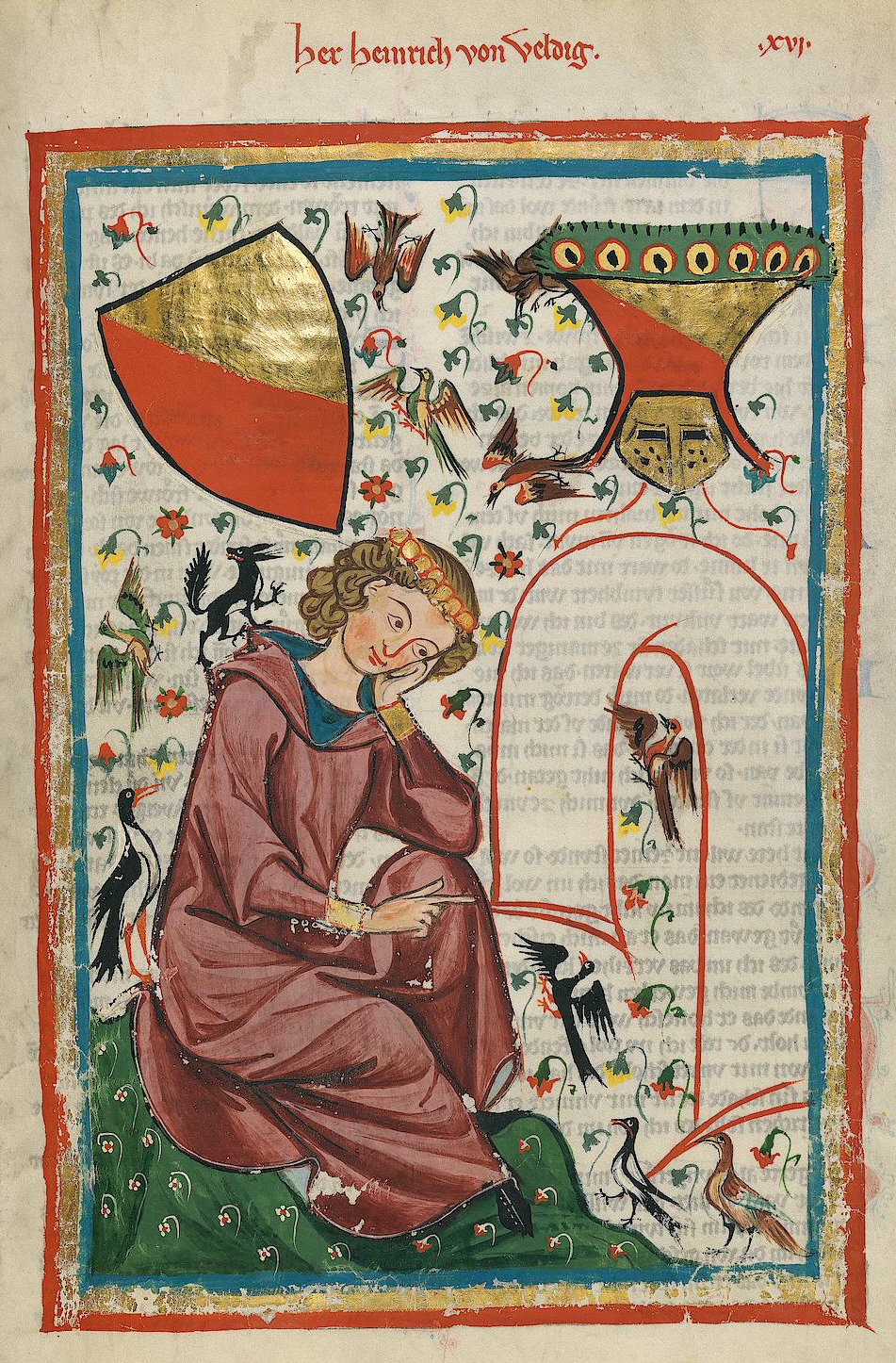
Veldeke, zoals afgebeeld in de 14de-eeuwse Codex Manesse

## Middeleeuwse muziek
Voor het liefdeslied uit de Middeleeuwen is de term minnezang gebruikelijk. Het woord "Minne" stamt van het Middelhoogduits en betekent liefde. De (onvervulde, onbereikbare) hoofse liefde in een adellijke omgeving staat dan ook centraal. De verering van de dame is een terugkerend thema. Ook een aantal personae keert voortdurend terug, zoals de minnaar die betreurt dat hij door zijn dame wordt afgewezen, de dame die de afwezigheid van haar heer die op kruistocht is betreurt. Edelmoedigheid, adeldom van karakter, ontvankelijkheid voor nieuwe ervaringen en aandacht voor schoonheid en uiterlijk zijn eveneens veelvoorkomende thema's.
In Occitanië heette de minnezanger troubadour, in de meer noordelijke Langues d'oïl "trouvère". Een bekende troubadour is Willem IX van Aquitanië. Een bekende schrijver van minneliederen was Hendrik van Veldeke. Ook Hertog Jan I van Brabant hield zich bezig met minneliederen, zoals "Eens meien morgens vroe", waarin de regels "Harba lori fa, harba harba lori fa, Harba lori fa!" het refrein zijn. zie ook Het lied van hertog Jan.
Van de minneliederen van Hendrik van Veldeke - geschreven in het Westmiddelduits - zijn geen melodieën bekend, wel zijn er reconstructies gemaakt op basis van vergelijkbare Occitaanse liederen. Het Gruuthuse-handschrift - geschreven in het Middelnederlands - samengesteld rond 1400 in Brugge bevat 147 liederen waaronder een aantal minneliederen met muzieknotatie. Het handschrift is van meerdere tekstdichters, meestal onbekend.
De minnezang is qua opzet bondig en intens, met duidelijk epische elementen. Vorm en inhoud van de minnezang zijn, met name in de periode 1170-1300, uitermate conventioneel en in hoge mate door vaste regels bepaald. De kunst bestaat vooral aan het geven van nieuwe accenten bij oude thema’s, uit het combineren en het wissellied (wisselzang). Het verschil met de Franse troubadours en trouvères zit hem vooral ook in die strakke, bijna rituele conventies en het nadrukkelijk hoofse karakter, waar hun Franse tegenhangers vaak wat meer “werelds” waren, alsook vrijer in de vorm.

## Renaissance
Francesco Petrarca heeft zijn geliefde Laura in 366 gedichten bezongen, gebundeld in "Canzonière". De gedichten werden op muziek gezet door onder anderen Claudio Monteverdi,  Orlando di Lasso en Guillaume Dufay (Vergene bella).
In het Nederlands zijn liefdesliederen bekend van Gerbrand Adriaensz. Bredero, zoals "’s Nachts slapen de meeste dieren en ook de mensen, de goede zowel als de
slechte, en mijn liefste slaapt ook." Van Constantijn Huygens zijn liefdesliederen bekend in het Frans, zoals "Que ferons—nous, mon pauvre coeur?" en in het Nederlands zoals "t kan mijn schip niet qualik gaen".

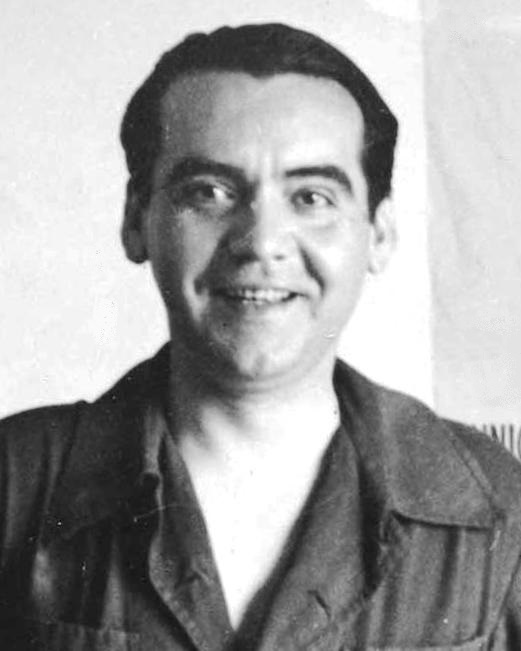
Federico Garcia Lorca

## Klassieke muziek
Binnen de Klassieke muziek wordt de Romantiek het meest geassocieerd met liefdesmuziek, met name met de romantische liefdesmuziek, en heet het liefdeslied een romance, hoewel de term niet beperkt is tot vocale muziek.
Casper Höweler vermeldt dat een romance verhalend en meestal amoureus kan zijn, maar ook een eenvoudige aria in een opera. Als voorbeelden noemt Höweler Plaisir d' amour van Padre Martini en Georges Bizet's aria  "Je crois entendre encore" uit de opera de Parelvissers.
Franz Schubert schreef meerdere romances, en Giuseppe Verdi schreef "Celeste Aida" over de onmogelijke liefde voor een Ethiopische slavin.
Dichters als Johann Wolfgang von Goethe en Federico Garcia Lorca schreven romances, die later op muziek gezet werden, zoals Take this waltz door Leonard Cohen.
De nauwe relatie tussen gedichten en de teksten van liedjes werd onderstreept toen Bob Dylan in 2016 de Nobelprijs voor Literatuur kreeg voor het scheppen van nieuwe poëtische uitdrukkingsvormen in de grote Amerikaanse liedtraditie.

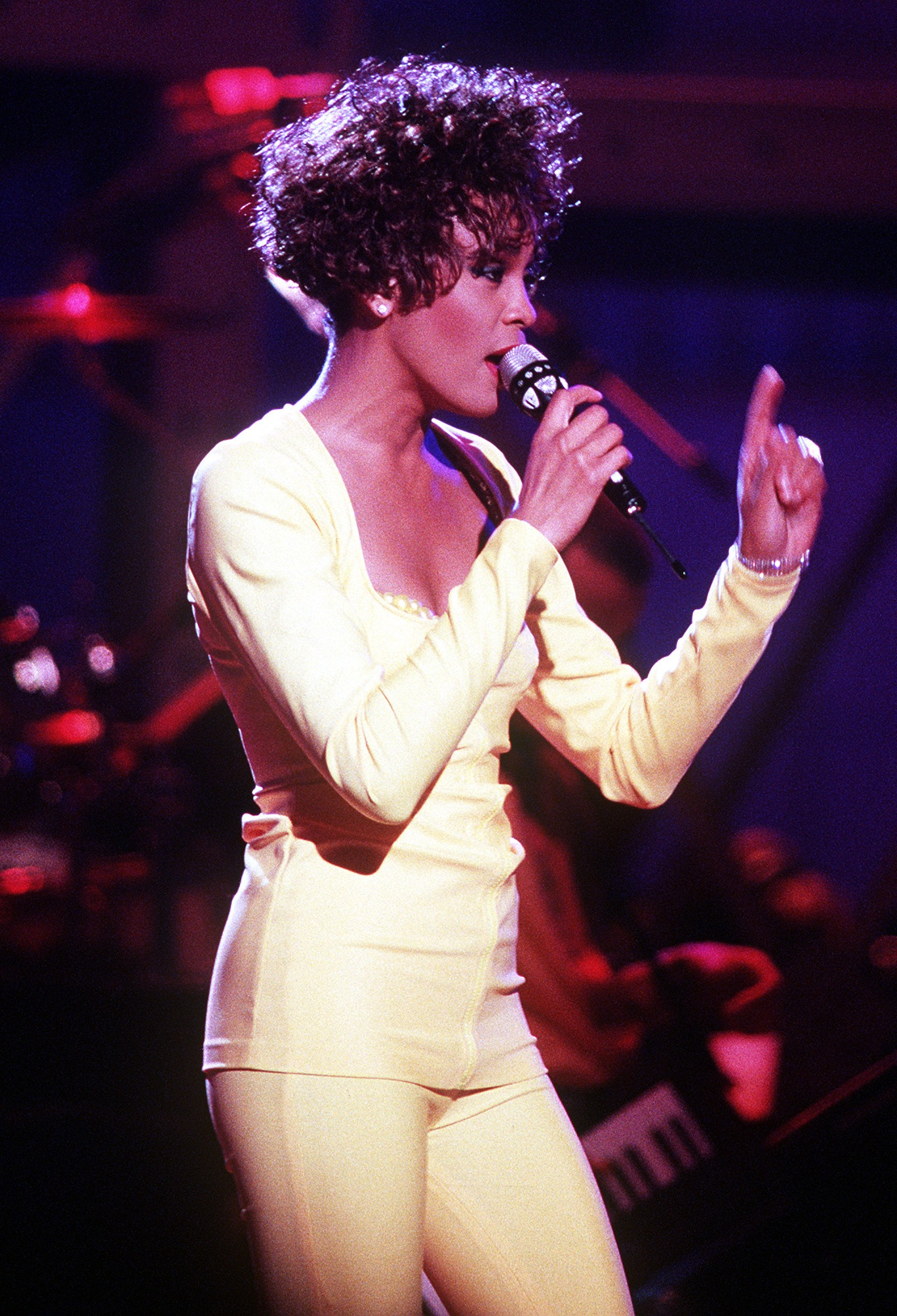
Whitney Houston bij haar 'Welcome Home Heroes' concert in 1991

## Populaire en popmuziek
Het liefdeslied is geen muzikaal genre of muzikale stijl, het komt in alle stijlen voor. Wel als muziekstijl worden gezien "Lovers rock", een subgenre van de Reggae en de "ballad", waaronder de "blues ballad", de "soul ballad" en de "sentimentele ballad". Een ballad is een melodieuze popsong, vaak met een intieme sfeer. De teksten gaan meestal over liefde. Een ballad moet niet verward worden met een 'ballade', een Franse versvorm uit de 14e en 15e eeuw, ook in gebruik als lied in verhalende vorm, zoals de Zuiderzeeballade. In de latere 19e eeuw werd de term vaak gebruikt voor elk liefdeslied, met name de "sentimentele ballad" uit de pop- of rockmuziek.
Een andere indeling binnen het liefdeslied is die volgens thematiek. De grootste groep zijn de liefdesliedjes over een gebroken hart, ze zijn soms minder melodieus, en rauwer gezongen zoals Lucinda Williams' "Jackson" in tegenstelling tot bijvoorbeeld Celine Dion's "My Heart Will Go On", de titelsong van de film Titanic. Het best verkochte lied over een gebroken hart is "I will always love you" van Whitney Houston, geschreven door Dolly Parton. Taylor Swift had een voorliefde voor liedjes over dit onderwerp.
Liedjes kunnen ook gaan over één speciale geliefde, zoals in Gloria, Michelle en Angie, hoewel nooit opgehelderd is wie dat waren,  of Layla, dat voor Pattie Boyd geschreven is.
Romantische liefde wordt vaak geassocieerd met 'diners bij kaarslicht' en 'wandelingen onder maanlicht', zodat veel liefdesliedjes over 'Candlelight' en 'Moon' gaan, zoals in Van Morrisons 'Moondance' , 'Moon River' uit de film Breakfast at Tiffany's en het via een radioprogramma bekende 'Can I Get There by Candlelight'.
Op Google zijn honderden lijstjes te vinden met top 10, top 30 en top 100 love songs, enkele liefdesliedjes uit Billborad's top 50 (gebaseerd op aantal weken en positie) zijn:
- Endless Love - Diana Ross en Lionel Richie
- How deep is your love - Bee Gees
- She loves you - The Beatles

Specifiek over seks:
- Olivia Newton-Johns "Physical" verboden op vele radiostations
- Rod Stewarts "Tonight is the night" en "Da Ya Think I'm Sexy"
- Madonna's "Like a Virgin"

Nobelprijswinnaar Bob Dylan schreef "Make You Feel My Love", door Adele tot wereldhit gemaakt. 

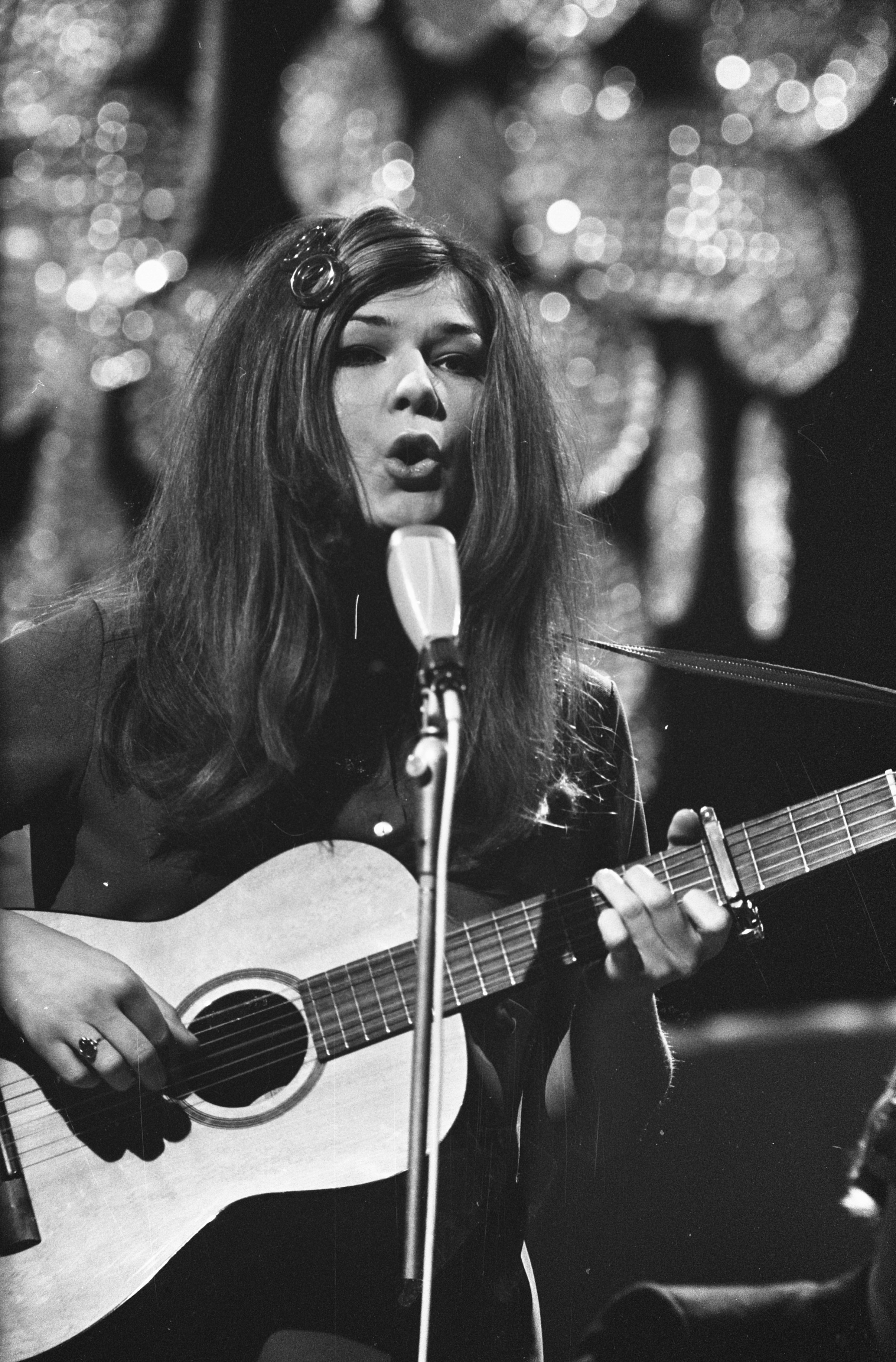
Lenny Kuhr zingt De troubadour tijdens het Nationaal Songfestival 1969

### Nederlandstalig
Een album met Nederlandstalige liefdesliedjes is dat van Lenny Kuhr uit 2011 met de titel "Liefdeslied".
In het kader van de nauwe relatie tussen lied en dichtkunst  werd door het literaire tijdschrift de De Revisor op 2 oktober 2006 in Paradiso de avond van het Nederlandse liefdeslied gehouden, waarin  13 zangers/zangeressen een gedicht op muziek vertolkten, zoals Spinvis een gedicht van Menno Wigman, Huub van der Lubbe een van Gerrit Komrij en Frederique Spigt een van Joost Zwagerman.

## Citaten
- Ira Gershwin in het musicallied "What Can You Say In A Love Song?": Geliefden lang voor ons, Zongen hetzelfde oude refrein, Als het werkte in dagen van weleer, Wat kan ik nog zeggen in een liefdeslied, Dat nog niet eerder is gezegd?
- Rudy Kousbroek waarom dichters dichten: Om indruk te maken op een meisje.
- Robert Stolz: Mein Liebeslied muss ein Walzer sein (uit "Im weißen Rößl")